# Eduardo Mirás

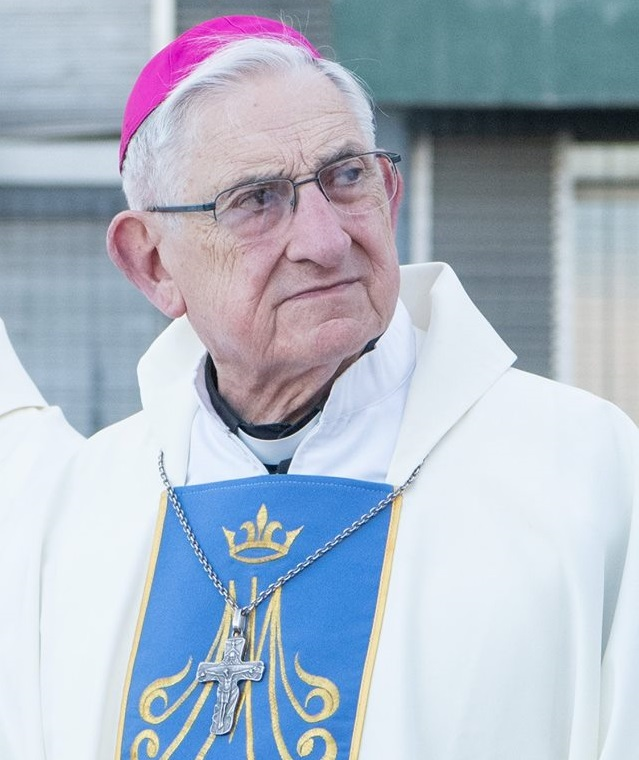
Eduardo Mirás, 2019

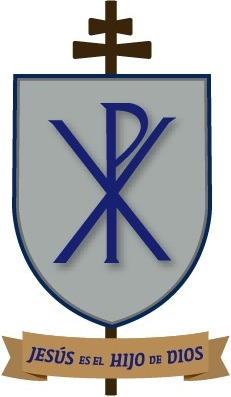
Erzbischofswappen von Eduardo Mirás

Eduardo Vicente Mirás (* 14. November 1929 in Buenos Aires; † 24. Februar 2022 in Rosario) war ein argentinischer Geistlicher und römisch-katholischer Erzbischof von Rosario. Darüber hinaus war er zwischen 2002 und 2005 Präsident der Argentinischen Bischofskonferenz.

## Leben
Eduardo Mirás besuchte das Franziskanerkolleg in San Antonio de Padua. 1941 trat er in das Priesterseminar Inmaculada Concepción in Villa Devoto ein, an dem er bis 1952 Philosophie und Katholische Theologie studierte. Am 29. März 1952 wurde Mirás zum Diakon geweiht und empfing am 3. August desselben Jahres in der Kirche des Priesterseminars Inmaculada Concepción durch den Weihbischof in Buenos Aires, Antonio Rocca, das Sakrament der Priesterweihe für das Erzbistum Buenos Aires.
Mirás war zunächst als Pfarrvikar der Pfarreien San José de Flores (1953–1955) und Nuestra Señora del Pilar (1955–1963) tätig. Daneben wurde er 1957 an der Facultad de Teología de Villa Devoto zum Doktor der Theologie promoviert. Von 1958 bis 1960 war er zudem nationaler Vize-Assessor der Asociación Juvenil de la Acción Católica (AJAC). Ab 1958 wirkte Eduardo Mirás als Professor für Dogmatik an der Päpstlichen Katholischen Universität von Argentinien in Buenos Aires. Er war ab 1963 zusätzlich Kaplan der Töchter der Barmherzigkeit in Villa Devoto. Ferner war er von 1965 bis 1970 Direktor des Instituto de Cultura y Extensión Universitaria und von 1968 bis März 1984 akademischer Sekretär der Päpstlichen Katholischen Universität von Argentinien. Im Juli 1980 verlieh ihm Papst Johannes Paul II. den Ehrentitel Päpstlicher Ehrenprälat. Eduardo Mirás gehörte außerdem dem Priesterrat und dem Konsultorenkollegium des Erzbistums Buenos Aires an. Ab 1983 wirkte er zudem als beigeordneter Richter am nationalen Kirchengericht.
Papst Johannes Paul II. ernannte ihn am 1. März 1984 zum Weihbischof in Buenos Aires und zum Titularbischof von Ambia. Der Erzbischof von Buenos Aires, Juan Carlos Kardinal Aramburu, spendete ihm am 27. April desselben Jahres in der Catedral Metropolitana de Buenos Aires die Bischofsweihe; Mitkonsekratoren waren die Weihbischöfe in Buenos Aires, Arnaldo Clemente Canale und Domingo Salvador Castagna. Sein Wahlspruch Jesús es el Hijo de Dios („Jesus ist der Sohn Gottes“) stammt aus 1 Joh 4,15 . Als Weihbischof blieb Eduardo Mirás Professor an der Päpstlichen Katholischen Universität von Argentinien und Kaplan der Töchter der Barmherzigkeit. Zudem wirkte er als Bischofsvikar für die Region Devoto, bevor am 22. September 1990 Generalvikar des Erzbistums Buenos Aires wurde. Daneben war Mirás ab 1984 Delegat der Argentinischen Bischofskonferenz für den Päpstlichen Rat für die Kultur sowie von 1984 bis 1985 Mitglied der theologischen Kommission und von 1985 bis 1988 Mitglied der Vorbereitungskommission für die Feier des 500. Jahrestags der Evangelisierung Amerikas. Von 1987 bis 1993 war er Präsident der Kommission für den Glauben und die Kultur.
Am 20. November 1993 bestellte ihn Papst Johannes Paul II. zum Erzbischof von Rosario ernannt. Die Amtseinführung erfolgte am 11. März 1994. Daneben gehörte Eduardo Mirás in der Argentinischen Bischofskonferenz den Kommissionen für die katholische Bildung (1994–1996) und für die Katholischen Universitäten (1987–1990 und 1993–1996) an. Von 1997 bis 1999 war er zusätzlich zweiter und von 2000 bis 2002 erster Vizepräsident der Bischofskonferenz von Argentinien. Außerdem nahm er 1997 an der Sonderversammlung der Bischofssynode für Amerika zum Thema Begegnung mit dem lebendigen Jesus Christus – Weg der Umkehr, der Gemeinschaft und der Solidarität in Amerika teil und 2001 an der zehnten ordentlichen Generalversammlung der Bischofssynode zum Thema Der Bischof als Diener des Evangeliums Jesu Christi für die Hoffnung der Welt. Von November 2002 bis November 2005 war Eduardo Mirás Präsident der Bischofskonferenz von Argentinien.
Papst Benedikt XVI. nahm am 22. Dezember 2005 das von Eduardo Mirás aus Altersgründen vorgebrachte Rücktrittsgesuch an. Als emeritierter Erzbischof blieb Mirás weiterhin in der Argentinischen Bischofskonferenz tätig als Mitglied der Kommissionen für den Glauben und die Kultur (2005–2008 und 2014–2020) und für die Katholischen Universitäten (2005–2014).
Eduardo Mirás starb im Februar 2022 im Gesundheitszentrum von Rosario an einer Lungenentzündung infolge von COVID-19.